# Копач (озеро)
Копач (хорв. Kopačevsko jezero) — озеро на востоке Хорватии. Располагается на территории общины Билье в жупании Осьечко-Бараньска. Входит в состав природного парка Копачки Рит.
Находится в заболоченной правобережной пойме среднего течения Дуная на высоте 80 м над уровнем моря. Площадь озера варьируется в пределах от 1,5 км² до 3,5 км². Наибольшая глубина — 6 м.